# Federação de Voleibol da Bósnia e Herzegovina
A Federação de Voleibol da Bósnia e Herzegovina  (em bósnio:Odbojkaški savez Bosne i Hercegovine OSBH) é  uma organização fundada em 1992 que governa a pratica de voleibol na Bósnia e Herzegovina, sendo membro da Federação Internacional de Voleibol e da Confederação Européia de Voleibol, a entidade é responsável por  organizar  os campeonatos nacionais de  voleibol masculino e feminino no país.